# Haus 74 Rue de la Trinité
Das Haus 74 Rue de la Trinité in Falaise, einer französischen Gemeinde im Département Calvados in der Region Normandie, war ein in Fachwerk im 16. Jahrhundert errichtetes Privathaus. Das Gebäude stand seit 1930 als Monument historique mit der Fassade und dem Dach auf der Liste der geschützten Baudenkmäler in Frankreich.
Ab 1950 erfolgte ein Wiederaufbau der Stadt. Dabei wurde der Straßenzug der Rue Trinité mit ästhetischen Steinfassaden gestaltet.